# Unser letzter Sommer (Film)
Unser letzter Sommer (polnischer Originaltitel Letnie przesilenie, englischer Titel Summer Solstice) ist ein polnisch-deutsches Kriegsdrama von Michał Rogalski. 

## Handlung
Romek ist ein polnischer Heizer und Guido ein deutscher Soldat. Beide sind 17 Jahre alt, mögen Jazzmusik und das gleiche hübsche Mädchen. Doch ihr Leben im Jahre 1943, irgendwo in einem Dorf an der Eisenbahnstrecke zwischen Warschau und Treblinka im Nazi-besetzten Polen, ändert sich ganz schnell.

## Auszeichnungen
- 2015: Prädikat „besonders wertvoll“ der FBW[2]
- 2015: „Bestes Drehbuch“ auf dem Montreal World Film Festival[3]

## Produktion
Der Film wurde von der polnischen Prasa i Film und der deutschen Sunday Filmproduktions GmbH produziert. Gedreht wurde von August bis Oktober 2013 in Breslau und Warschau.
Uraufgeführt wurde der Film am 22. Oktober 2015 auf dem Filmfest München und am 5. Oktober 2015 erstmals im Ersten ausgestrahlt. Auf Festivals wurde er auch unter dem internationalen Titel Summer Solstice gezeigt.
Das Projekt wurde von einer Reihe von Institutionen gefördert, darunter BKM, Mitteldeutsche Medienförderung, Deutscher Filmförderfonds, Medienboard Berlin-Brandenburg und das Polnische Filminstitut.
Die polnischen Schauspieler wurden nicht synchronisiert, sondern untertitelt.

## Rezeption
Der Film schaffte es beim deutschen Kinostart im Oktober 2015 knapp in die Top 10, insgesamt blieben die Besucherzahlen in den deutschen Kinos aber gering. Tittelbach hält die fehlende Synchronisierung für einen der möglichen Gründe.
Die FBW zeichnete den Film 2015 mit dem Prädikat „besonders wertvoll“ aus:

„Der Regisseur hat den Film seiner Großmutter gewidmet, die ihm „ALLES erzählte“. Siebzig Jahre nach Ende des Zweiten Weltkriegs, zu dem gerade viele Filme veröffentlicht werden, gewinnt er dem Genre eine neue Facette ab, die von viel Mut und großer Menschlichkeit gekennzeichnet ist.“

Das Presseecho ist durchaus geteilt:
Peter Zandler von der Berliner Morgenpost lobte, wie es Rogalski gelang, ein wert- und vorurteilsfreies Bild dessen zu zeichnen, was der Krieg aus jungen Menschen macht; irreparable Schäden, die auch ein später möglicherweise erlebter Frieden nicht mehr reparieren kann. Ebenfalls lobend äußerte sich Andrea Seitz von epd-Film, die von den überraschenden Wendungen des aus ihrer Sicht melancholisch-zurückhaltendem Dramas gefesselt ist.
Auch im englischen Sprachraum gab es positive Äußerungen:

„Director Rogalski, who won the Polish edition of the Hartley-Merrill competition with this complex and provocative script, also displays a keen visual sense that makes clever use of contrast. […] Rogalski also deserves praise for knowing when to cut, and letting the viewer’s imagination and an accomplished sound design conceive more powerful horrors than he could possibly show.“

„Regisseur Rogalski, der mit diesem komplexen und provokanten Drehbuch die polnische Ausgabe des Hartley-Merrill-Wettbewerbs gewonnen hat, zeigt auch ein ausgeprägtes visuelles Gespür, das Kontraste geschickt einsetzt. […] Rogalski verdient auch ein Lob dafür, dass er weiß, wann er schneiden muss, und dass er die Phantasie des Zuschauers und ein gelungenes Sounddesign mächtigere Schrecken konzipieren lässt, als er sie je zeigen könnte.“

Ganz anders bewertet Philipp Stadelmaier von der Süddeutschen Zeitung den Film. Seiner Ansicht nach ist er „unglaublich schlecht erzählt“ und eigentlich gar kein Film, sondern ein Fotoroman, eine „Aneinanderreihung von Klischees“.